# B.A. Rock I
El B.A. Rock I es la denominación usual con que se conoce la primera edición del Buenos Aires Rock, cuyo título oficial fue Festival de la Música Progresiva de Buenos Aires, realizado en Buenos Aires, Argentina, en cinco días a lo largo del mes de noviembre de 1970, convocando a un total de 30.000 personas.
Entre las bandas y figuras de rock que actuaron se encuentran Los Gatos, Manal, Almendra, Vox Dei, Moris, Pajarito Zaguri, Arco Iris, Alma y Vida y La Cofradía de la Flor Solar.
Fue organizado por Daniel Ripoll editor de la revista Pelo y fue realizado en el Velódromo, en Palermo. Tenía como emblema un sol flamígero. El festival tuvo un gran impacto histórico y cultural.
A la primera edición le siguieron dos ediciones más en los dos años siguientes, B.A. Rock II y B.A. Rock III, una cuarta edición en 1982, B.A. Rock IV, y una quinta edición en 2017 B.A Rock V

## Antecedentes
En 1967, en Argentina, la banda Los Gatos con su sencillo "La Balsa" popularizó una corriente musical original de rock en español, conocida como "rock nacional". A partir de ese momento proliferaron las bandas de rock en español, con una importante convocatoria de público, sobre todo en la ciudad de Buenos Aires.
El país atravesaba una dictadura militar, que había tomado el poder en 1966 y caería en 1973. En ese período los seguidores del naciente rock eran en muchos casos perseguidos y hasta encarcelados.

## El festival
El festival fue organizado por Daniel Ripoll, editor de la revista Pelo y fue realizado en el Velódromo, en Palermo, en sus primeras dos versiones. El tercero en un campo del Club Argentinos Juniors (Hoy Estadio Malvinas) y el cuarto en las canchas del Estadio Obras.
El programa de actuaciones fue el siguiente:
- Sábado 7 de noviembre: Trieste, Sam y su Grupo, La Unión, Moris, Provos, Alma y Vida y Manal.
- Miércoles 11 de noviembre: Contraluz, Jarabe de Menta, La Cofradía de la Flor Solar, Diplodocum Red & Brown, Diego y Aramis y Los Mentales.
- Sábado 14 de noviembre: Alma de Lluvia, Bang, Engranaje, Miguel Abuelo, La Banda del Oeste, Arco Iris, Pappo's Blues y Almendra.
- Sábado 21 de noviembre: Grupo Gente, Victoria, Gamba Trío, Zandunga, La Gota de Grasa Blues Band y Vox Dei
- Sábado 28 de noviembre: Hielo, Natural, Sol, Pajarito Zaguri, Sanata y Clarificación, La Barra de Chocolate y Los Gatos.